# Djaffer Yefsah
Djaffer Yefsah est une personnalité politique et sportive algérienne. Il est natif de Batna. 
Djaffer Yefsah  a été directeur de l'organisation des neuvièmes jeux panafricains en Algérie.